# Основа (химия)
Основите са вещества, които участват в химични реакции с киселини, отдавайки електронни двойки.
Основите в широк смисъл включват три групи вещества:
- Разтворими във вода метални хидроксиди: NaOH, Ca(OH)2 и други
- Неразтворими във вода оксиди или хидроксиди, които могат да реагират с киселина: FeO, Al(OH)3 и други
- Други съединения, които при разтварянето си във вода взаимодействат с нея и отделят хидроксидни йони по реакцията:

B + H2O ⇋ HB+ + OH-: NH3, CH3NH2 и други
Повечето основи с практическо значение са водоразтворими хидроксиди. При разтварянето си те се дисоциират на метални катиони и хидроксидни аниони, а водородният им показател (pH) е по-голям от 7. Основите могат да се разглеждат като химически противоположни на киселините, тъй като дисоцииращите се във вода киселини увеличават концентрацията на хидроксониеви йони (H3O+), докато основите я намаляват.

## Дефиниции
В съвременната химия се използват няколко дефиниции за основа, които донякъде се различават по своя обхват. Най-широко използвана е дефиницията на Брьонстед-Лоури.

### Основи на Арениус
През 1884 година шведският химик Сванте Август Арениус свързва общите свойства на основите с присъстващите в тях хидроксилни групи. Основа на Арениус е вещество, което увеличава концентрацията на хидроксидни аниони (OH-) при разтваряне във вода. Това определение следва от равновесната дисоциация на водата на хидрониеви катиони и хидроксилни аниони:
H2O(l) + H2O(l) ⇋ H3O+(aq) + OH−(aq)
В чистата вода по-голямата част от веществото е във вид на молекули H2O, но малък брой молекули непрекъснато се дисоциират и реасоциират. Чистата вода е с неутрална киселинност, тъй като концентрацията на хидроксилни йони винаги остава равна на тази на хидрониевите йони.
Киселина на Арениус е вещество, което при разтваряне във вода увеличава концентрацията на хидрониеви йони.

### Основи на Брьонстед-Лоури
Макар че определението на Арениус е полезно за описването на много реакции, то остава твърде ограничено. През 1923 година датчанинът Йоханес Николаус Брьонстед и англичанинът Мартин Лоури самостоятелно установяват, че реакциите между киселина и основа са свързани с прехвърлянето на протон. Основа на Брьонстед-Лоури (или само основа на Брьонстед) е вещество, което приема протон при реакция с киселина на Брьонстед-Лоури.
Определението на Брьонстед-Лоури обхваща и молекулни съединения, докато това на Арениус е ограничено до йонните. Хлороводородът (HCl) и амонякът могат да реагират при различни условия, образувайки амониев хлорид (NH4Cl). Във воден разтвор HCl се държи като солна киселина и присъства под формата на хидрониеви и хлорни йони. Следната реакция показва ограниченията на определението на Арениус:
1. H3O+(aq) + Cl−(aq) + NH3 → Cl−(aq) + NH4+(aq)
2. HCl(бензен) + NH3(бензен) → NH4Cl(s)
3. HCl(g) + NH3(g) → NH4Cl(s)

И двете дефиниции са напълно приложими за първия пример, където водата е разтворител и се образува хидрониев йон. Следващите две реакции не включват образуването на йони, но също са реакции с отдаване на протон. Във втората реакция хлороводородът и амонякът, разтворени в бензен, реагират и образуват твърд амониев хлорид, а в третата газообразни HCl и NH3 се съединяват в твърдо вещество.

### Основи на Люис
Американският химик Гилбърт Люис предлага трето определение за основа, което обхваща и реакции, със свойствата на тези между киселина и основа, но които не включват отдаване на протон. Основа на Люис е вещество, което при реакция с киселина на Люис отдава електронна двойка от друго вещество. По този начин всички основи на Брьонстед са и основи на Люис, но не всички основи на Люис са основи на Брьонстед.

## Дисоциация и равновесие
Дисоциацията на хидроксидните основи често се обобщават във формата B + H2O ⇋ HB+ + OH−, където B е основата, а HBn+ е нейната спрегната киселина. Спрегнатите двойки киселина-основа се различават само по един протон и могат да бъдет преобразувани една в друга чрез добавяне, съответно премахване, на протон. По принцип е възможно основата да е заредена, а киселината – неутрална. В този случай общият вид на реакцията е B- + H2O ⇋ HB + OH−.
В разтвор съществува химическо равновесие между основата и нейната спрегната киселина. Константата на равновесието K изразява равновесната концентрация на молекулите или йоните в разтвора. При реакциите киселина-основа обикновено се използва константата Kb. Нейната стойност е равна на концентрацията на OH- и на спрегнатата киселина, разделена на концентрацията на основата:
{\displaystyle K_{b}={\frac {[{\mbox{HB}}^{+}][{\mbox{OH}}^{-}]}{[{\mbox{B}}]}}}
По-силните основи имат по-голяма константа Kb – съотношението на хидроксидни йони към основа е по-високо при по-силните основи, тъй като те са по-склонни да приемат протон.
Тъй като стойностите на Kb са в много широк интервал, по-често се използва показателят pKb = -log10 Kb. По-силните основи имат по-малък pKb.

## Химични свойства
Основната характеристика на основите е тяхната способност да неутрализират киселините, приемайки от тях протони (отдавайки електронни двойки). Освен с киселините, основите могат да реагират и с киселинни оксиди, амфотерни оксиди, амфотерни хидроксиди. Специфични реакции за някои основи са взаимодействията със соли и прости вещества на елементи с двойствен характер и халогенни елементи, както и участието в окислително-редукционни процеси.
Водоразтворимите основи имат алкална реакция – променят червения лакмус в син и оцветяват фенолфталеина в малиненочервено.

### Неутрализация
При неутрализацията на киселини основите на Арениус отделят вода и сол. Например, при взаимодействието на един мол натриева основа с един мол солна киселина се получават един мол натриев хлорид и един мол вода:
NaOH + HCl → NaCl + H2O
Вода се отделя и при неутрализацията при някои оксидни основи. Така при взаимодействието на мравчена киселина с магнезиев оксид се получават магнезиев формат и вода:
2HCO2H + MgO → Mg(HCO2)2 + H2O
Някои неутрализационни реакции протичат без отделяне или присъствие на вода. Например, при неутрализацията на флуороводород с амоняк се отделя само амониев флуорид:
HF + NH3 → NH4F

### Алкални хидроксиди
Широко разпространена група основи са хидроксидите на алкалните и алкалоземните метали. Броят на хидроксидните групи в тези основи показва тяхната валентност. Например, NaOH е едновалентна основа, а Са(ОН)2 е двувалентна основа.
Алкалните хидроксиди са водоразтворими и често се определят като силни основи, които могат да неутрализират дори много слаби киселини. Обикновено в групата на силните основи се включват основи, чиято спрегната киселина е много слаба – има логаритмичен коефициент на дисоциация (pKa) над 13.
Примери за тази група съединения са:
- Бариев хидроксид (Ba(OH)2)
- Берилиев хидроксид (Be(OH)2)
- Калиев хидроксид (KOH)
- Калциев хидроксид (Ca(OH)2)
- Литиев хидроксид (LiOH)
- Магнезиев хидроксид (Mg(OH)2)
- Натриев хидроксид (NaOH)
- Радиев хидроксид (Ra(OH)2)
- Рубидиев хидроксид (RbOH)
- Стронциев хидроксид (Sr(OH)2)
- Франциев хидроксид (FrOH)
- Цезиев хидроксид (CsOH)

### Свръхоснови
- Бутиллитий (n-C4H9Li)
- Литиев диизопроприламид (LDA) [(CH3)2CH]2NLi
- Литиев диетиламид (LDEA) (C2H5)2NLi
- Натриев амид (NaNH2)
- Натриев хидрид (NaH)
- Литиев бис(триметилсилил)амид [(CH3)3Si]2NLi

## Приложение
Основите намират приложение както в много клонове на промишлеността, така и в бита/домакинството и са важни лабораторни реактиви.